# Gerichtsbezirk Pergine
Der Gerichtsbezirk Pergine war ein dem Bezirksgericht Pergine unterstehender Gerichtsbezirk in der Gefürsteten Grafschaft Tirol. Der Gerichtsbezirk im Trentino gehörte zum Bezirk Trient und umfasste das Fersental östlich von Trient. Nach dem Ersten Weltkrieg musste Österreich den gesamten Gerichtsbezirk an Italien abtreten.

## Geschichte
Der Gerichtsbezirk Pergine wurde durch eine 1849 beschlossene Kundmachung der Landes-Gerichts-Einführungs-Kommission geschaffen und umfasste ursprünglich die 19 Gemeinden Canezza, Castagné, Costasavino, Falesina, Fierozzo, Frassilongo, Ischia, Madrano, Nogaré, Palù, Pergine, Roncogno, San Orsola, Serso, Susà, Tenna, Viarago, Vigalzano und Vignola.
Der Gerichtsbezirk Pergine bildete im Zuge der Trennung der politischen von der judikativen Verwaltung
ab 1868 gemeinsam mit den Gerichtsbezirken Cembra, Civezzano, Lavis und Mezolombardo, Trient und Vezzano den Bezirk Trient.
Der Gerichtsbezirk Pergine wies 1869 eine Bevölkerung von 14.214 Personen auf.
Der Gerichtsbezirk Mezolombardo wurde per 1. August 1906 vom Bezirk Trient abgespalten und zum eigenständigen Bezirk Mezolombardo erhoben.
1910 wurden für den Gerichtsbezirk 14.304 Personen ausgewiesen, von denen 1.675 Deutsch (11,7 %) und 12.474 Italienisch oder Ladinisch (87,2 %) als Umgangssprache angaben. Die deutschsprachige Minderheit konzentrierte sich auf die Gemeinden Fierozzo (Florutz), Frassilongo (Gereut) und Palu (Palai im Fersental), die eine starke absolute, deutschsprachige Bevölkerungsmehrheit beherbergten.
Durch die Grenzbestimmungen des am 10. September 1919 abgeschlossenen Vertrages von Saint-Germain wurde der Gerichtsbezirk Pergine zur Gänze Italien zugeschlagen.

## Gerichtssprengel
Der Gerichtssprengel umfasste 1910 die 19 Gemeinden Canezza, Castagné, Costasavina, Falesina, Fierozzo, Frassilongo, Ischia, Madrano, Nogaré, Palù, Pergine, Roncogno, San Orsola, Serso, Susà, Tenna, Viarago, Vigalzano und Vignola.